# 強者
強者(つわもの)は、アマチュアの総合格闘技団体。運営会社の社員や試合に出ていた選手らが大阪の繁華街・ミナミで傷害事件を起こすなど、いわゆる半グレの母体としても知られている。

## 概要
2007年(平成20年)に立ち上げられる。同団体はストリートファイトに明け暮れている不良の若者たちを起用した、いわゆる「地下格闘技」イベントを主催していた。創立者はこれらのイベントを主催した理由として「さらに強い相手と戦いたいという選手や引退又は挫折した選手に戦いの場を提供し、プロへの登竜門としたい」としており、「強者」第1回大会にはホイス・グレイシーがメッセージを送っていた。
同団体の活動中、「強者」のロゴ入りＴシャツを着た若者らがミナミの飲食店や風俗店に大会ポスターの掲示を頼むという営業活動を行っており、ロゴ入りＴシャツや試合風景を収めたDVDの販売でも利益を得ていた。

### 不祥事
当初は目立った犯罪行為は見られなかったものの、2012年より一部の関係者がイベントのチケット購入を迫ったり、暴力団の指令により組合費と称して金銭を要求したりして、断られると暴れるといったことを繰り返し、彼らが「半グレ」として認知されるようになった(愚連隊#現代の愚連隊を参照)。2013年3月に「強者」は解散するが、解散後も2014年に元格闘家でTHE OUTSIDERの主催者である前田日明と「強者」を名乗る男らがトラブルになったことや、創立者が傷害容疑で逮捕されるといった元「強者」関係者による不法行為は続いていた。
また、2018年には「強者」の看板選手であった拳月らが立ち上げた「Ｏ７(アウトセブン)」という不良集団が、警察の摘発により他の3団体とともに解散させられている。
2020年には、元創設者ら10人が沖縄県石垣島の繁華街で飲食店やマリンレジャー事業を開業したが、それに伴い客引きやぼったくりなどが常態化。同人物らは賭博開帳図利ほう助の容疑で逮捕され、保釈後に八重山警察署を訪れグループの解散と石垣島からの撤退を宣言した。